# Zlatko Dalić
Zlatko Dalić (Livno, 26 oktober 1966) is een Kroatisch voetbalcoach en voormalig voetballer. Sinds oktober 2017 is hij bondscoach van Kroatië.

## Spelerscarrière
Dalić speelde als verdedigende middenvelder. Hij speelde in meerdere periodes voor Hajduk Split. Hij brak door bij Velež en was vooral succesvol bij Varteks.

## Trainerscarrière
Bij Varteks begon hij ook met trainen. Hij was assistent-coach van het Kroatisch voetbalelftal onder 21 en was sinds 2010 actief in het Midden-Oosten. Op 7 oktober 2017 werd Dalić aangesteld als bondscoach van het Kroatisch voetbalelftal als opvolger van Ante Čačić. Met Kroatië plaatste hij zich voor het wereldkampioenschap voetbal 2018 waar Kroatië de finale bereikte. Op het EK 2024 werd Kroatië in de groepsfase uitgeschakeld na een nederlaag tegen Spanje (3–0) en gelijke spelen tegen Albanië (2–2) en Italië (1–1).